# Bāshbolāgh
Bāshbolāgh (persiska: باشبلاغ) är en ort i Iran.   Den ligger i provinsen Kurdistan, i den nordvästra delen av landet, 400 km väster om huvudstaden Teheran. Bāshbolāgh ligger 1 852 meter över havet och antalet invånare är 293.
Terrängen runt Bāshbolāgh är kuperad.Runt Bāshbolāgh är det ganska glesbefolkat, med 35 invånare per kvadratkilometer. Närmaste större samhälle är Tīlkū, 19,7 km söder om Bāshbolāgh. Trakten runt Bāshbolāgh består i huvudsak av gräsmarker.